# Krisztián Timár
Krisztián Timár (Budapest, 4 ottobre 1979) è un allenatore di calcio ed ex calciatore ungherese, di ruolo difensore, tecnico del Fehérvár.

## Palmarès

### Club

#### Competizioni nazionali
- Campionato vietnamita: 1

Ðà Nẵng: 2012